# 特別行動任務組
特別行動任務組（瑞典文：Sarskilda operationsgruppen，縮寫：SOG）是隸屬於瑞典國防軍的一支特種部隊。該部隊於2011年成立，其總部位於卡爾斯堡市。

## 歷史
特別行動任務組於2011年成立，由特別保護小組（瑞典語：Sarskilda skyddsgruppen，簡稱：SSG）和特別檢索小組（瑞典語：Sarskilda inhamtningsgruppen，簡稱：SIG）合併而成。

## 組織
特別行動任務組與特種部隊管理部（SFL）合併後構成了瑞典國防軍特種部隊（FM SF）。除此之外，還有數個特種部隊支援單位（FM SOF）。這些人員皆經過特別挑選和訓練，並擔任著海、陸、空三棲的運輸任務，技術、後勤和醫療支援。較著名的單位有：特種海上運輸單位（STE）、特種通信小組（SSE）和特種行動技術部（SOT）。
特別行動任務組目前受瑞典三軍司令（上將）直接指揮。
儘管該部隊的實際組織是不對外公開的，目前已知SOG包含著幾支部隊。而每個隊伍則包含著三支“小隊”，或由每四名行動人員負責巡邏。

## 選拔
特別行動任務組從瑞典軍隊中招幕士兵和軍官，他們每年都會舉辨一次競賽，以培訓其人員。
其選拔過程分為兩個部份，在當中參選者要在一星期內持之以恆，以測試其團體精神、體能和精神，而當中其身為一名士兵的技能也會遭到考驗。通過這一階段後，參選者接下來就要接受一個星期的醫療和心理測試。為了測試參選者的能力和素質，（如創造力，判斷力和個人成熟度等）在通過訓練後參選者會有機會被要求參與基礎課程。至於將會有多少人成功通過選拔仍然是未知數，而總體上亦大約只有20%的參選者能成功通過。
SOG的基礎課程為期十二個月，並包括以下三個部份：
- 各種不同的戰鬥技巧（例：地面作戰和救援行動等）
- 巡邏技巧
- 特殊技能課程

一旦完成課程後，行動人員就會被安排安置於一個行動小隊並可開始部署。

## 巡邏
特別行動任務組每名行動人員擁有比普通士兵更熟練和更廣泛的巡邏技能。一個典型的小隊由四名行動人員所組成，包括：一名小隊指揮官、一名爆破專家，一名通信員和一名軍醫。

## 行動
特別行動任務組經常擔任著瑞典軍司令官和其他高階人員的保鏢，還會經常參與多國部隊的特種作戰，比如是直接行動、特種偵察和軍事援助。該部隊從事的作戰行動許多時是具高度戰略意義，並無法通過常規部隊或武器系統來完成的。在作戰任務當中，他們會消滅高價值目標或對敵人非常重要的對象，拯救被敵軍俘虜或扣留作為人質的瑞典軍事人員，或通過行動來收集關鍵情報。
特種偵察和情報蒐集旨在收集有關敵人的活動，或有利於行動的戰術重要性的信息。
作為一支特種部隊，特別行動任務組也會負責培訓外國軍事部隊並為他們提供諮詢以作為國際維和軍事行動的一部分。
該單位具備了高程度的戰備能力，並可以於短時間內部署在布魯塞爾半徑6000公里內，在任何環境下作戰（例如：叢林、沙漠、高山、亞寒帶和城市等）。他們也會根據聯合國和歐盟的要求而部署，當然這也必須在政治層面上批准才行。
特別行動任務組亦曾部署於阿富汗並支援著國際安全援助部隊（ISAF）。

## 徽章
特別行動任務組徽章上的圖案為一個黑色的盾牌，在其左上角上方有六顆五角銀星。該徽章是由國防軍傳統委員會設計，它象徵著部隊擁有特殊問題的解決能力和秘密行動的能力。

## 已知裝備

### 個人武器

#### 手槍
| 武器名稱 | 原產地 | 備註 |
| -------- | ------ | ---- |
| 克拉克17 | 奥地利 | -    |

#### 衝鋒槍
| 武器名稱   | 原產地 | 備註 |
| ---------- | ------ | ---- |
| HK MP5系列 | 德国   | -    |
| HK MP7A1   | 德国   | -    |

#### 突擊步槍／戰鬥步槍
| 武器名稱  | 原產地 | 備註                            |
| --------- | ------ | ------------------------------- |
| Ak 5C     | 瑞典   | 已退役                          |
| HK G36K   | 德国   | 已退役                          |
| LWRC M6IC | 美国   | 6.8毫米口徑型，為現時的主力步槍 |

#### 狙擊步槍
| 武器名稱 | 原產地 | 備註       |
| -------- | ------ | ---------- |
| PSG 90   | 瑞典   | -          |
| HK417    | 德国   | -          |
| AG 90    | 美国   | 反器材步槍 |

#### 輕機槍／通用機槍
| 武器名稱 | 原產地 | 備註 |
| -------- | ------ | ---- |
| Ksp 90   | 比利时 | -    |
| Ksp 58   | 瑞典   | -    |

#### 霰彈槍
| 武器名稱  | 原產地 | 備註         |
| --------- | ------ | ------------ |
| 雷明登870 | 美国   | 主要用作破門 |

#### 反裝甲武器
| 武器名稱         | 原產地 | 備註     |
| ---------------- | ------ | -------- |
| Pansarskott m/86 | 瑞典   | 用完即棄 |
| Granatgevär m/48 | 瑞典   | -        |

### 個人裝備
- 作戰服
  -  瑞典國防軍迷彩服
  -  Crye Precision G3／G4作戰服（多地形迷彩樣式）
  - 軍綠色作戰服
- 戰術頭盔
  -  Ops-Core FAST Ballistic
  -  Avon F70 HC
- 抗噪耳機
  -  3M Peltor Comtac XPI
  -  Ops-Core AMP
- 攜板背心
  -  Crye Precision JPC 2.0
- 夜視儀
- 各種手榴彈
- 無線電

## 圖片集

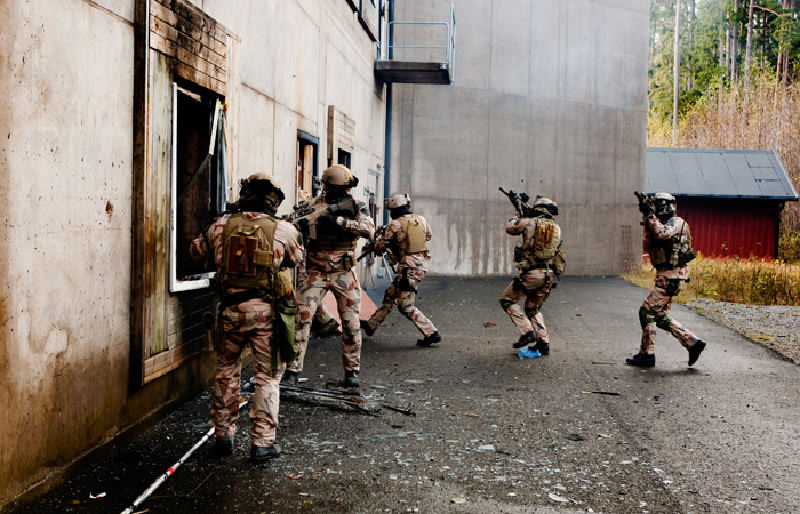
進行訓練的特別行動任務組人員

## 流行文化
- 特別行動任務組為電子遊戲《榮譽勳章：鐵血悍將》多人遊戲模式中收錄的其中一支特種部隊。

## 外部連結
- http://www.forsvarsmakten.se/sv/Forband-och-formagor/Specialforband/ （页面存档备份，存于）

## 另見
- 阿爾法小組
- 三角洲部隊
- 美國海軍特種作戰開發組
- 行動應變及機動組
- 德國陸軍特種部隊司令部
- 特種空勤團
- 特種空勤團 (澳大利亞)